# AC 2-Litre
De AC 2-Litre is een wagen van het Britse automerk AC. De wagen werd vooral als sedan verkocht in twee- en, vanaf 1953, in vierdeurs uitvoering. De tweeliter-motor met 74 en 76 pk behaalde een topsnelheid van 135 km/u.
Toen de productie van de 2-Litre in 1958 werd stopgezet werd de motor nog tot 1963 in andere AC-modellen gebruikt.